# Best of Lunetic
Best of Lunetic je název třetího výběrového alba popové kapely Lunetic, které bylo vydáno v roce 2008. Společně s albem bylo vydáno ještě DVD se všemi videoklipy kapely.

## CD
1. Máma
2. Only you
3. Chtěl bych tě líbat
4. Jako zlej sen
5. Kouzelná noc
6. Dotyky
7. Ať je hudba tvůj lék
8. Kapky příběhů
9. Udělám, co budeš chtít
10. Neplakej – mám Tě rád
11. Příběh malého chlapce
12. Rok a den
13. Život je hra
14. Den za dnem
15. Když blesky hřmí
16. Podléhám myšlenkám
17. Jsi anděl můj
18. S tebou
19. Chci vstoupit do tvých snů
20. Vzpomínám

## DVD
1. Máma
2. Only you
3. Chtěl bych tě líbat
4. Jako zlej sen
5. Pro co žít?!
6. Nebýt sám – Dvě sestry
7. Cik-cak
8. Úsměvy
9. Kouzelná noc
10. Dotyky
11. Ať je hudba tvůj lék
12. Jsi anděl můj
13. Udělám, co budeš chtít
14. Neplakej – mám Tě rád
15. Měsíčnani
16. Rok a den
17. Podléhám myšlenkám
18. Jsi anděl můj
19. S tebou
20. Vzpomínám
21. Dear mamma
22. Máma (akustická verze)
23. Go go very good boy (pre lunetic 1996)